# Rocío Monasterio
Rocío Monasterio San Martín (Cuba, 1974) é uma arquiteta, empresária e política espanhola. É a presidente do partido político Vox da Comunidade de Madrid e deputada na Assembleia da Comunidade de Madrid.

## Carreira profissional
É arquiteta, graduada pela Universidade Politécnica de Madrid com especialização em Ordenamento do Território, Urbanismo e Ambiente, onde obteve uma bolsa da Fundação Camuñas para o curso superior de professora auxiliar de projetos, e em 1997 entrou em segundo lugar na categoria Europa e África do prêmio “ACSA Otis International Student Design Competition”,  por seu projeto de 3.000 casas em Hong Kong , “From Urban to Private”. Foi membro da Luxury Rentals SL e em 2000 fundou o estúdio de arquitetura e design de interiores Rocío Monasterio y Asociados, que também dirige.
Em 2002 iniciou a sua carreira por conta própria, criando o estúdio de arquitetura e design de interiores “Rocío Monasterio y Asociados”, dedicado a projetos habitacionais, instalações e escritórios. Trabalhou também como professora auxiliar de Projetos Arquitetónicos na Escola Técnica Superior de Arquitetura de Madrid e em vários ateliers de arquitetura.

## Atividade política

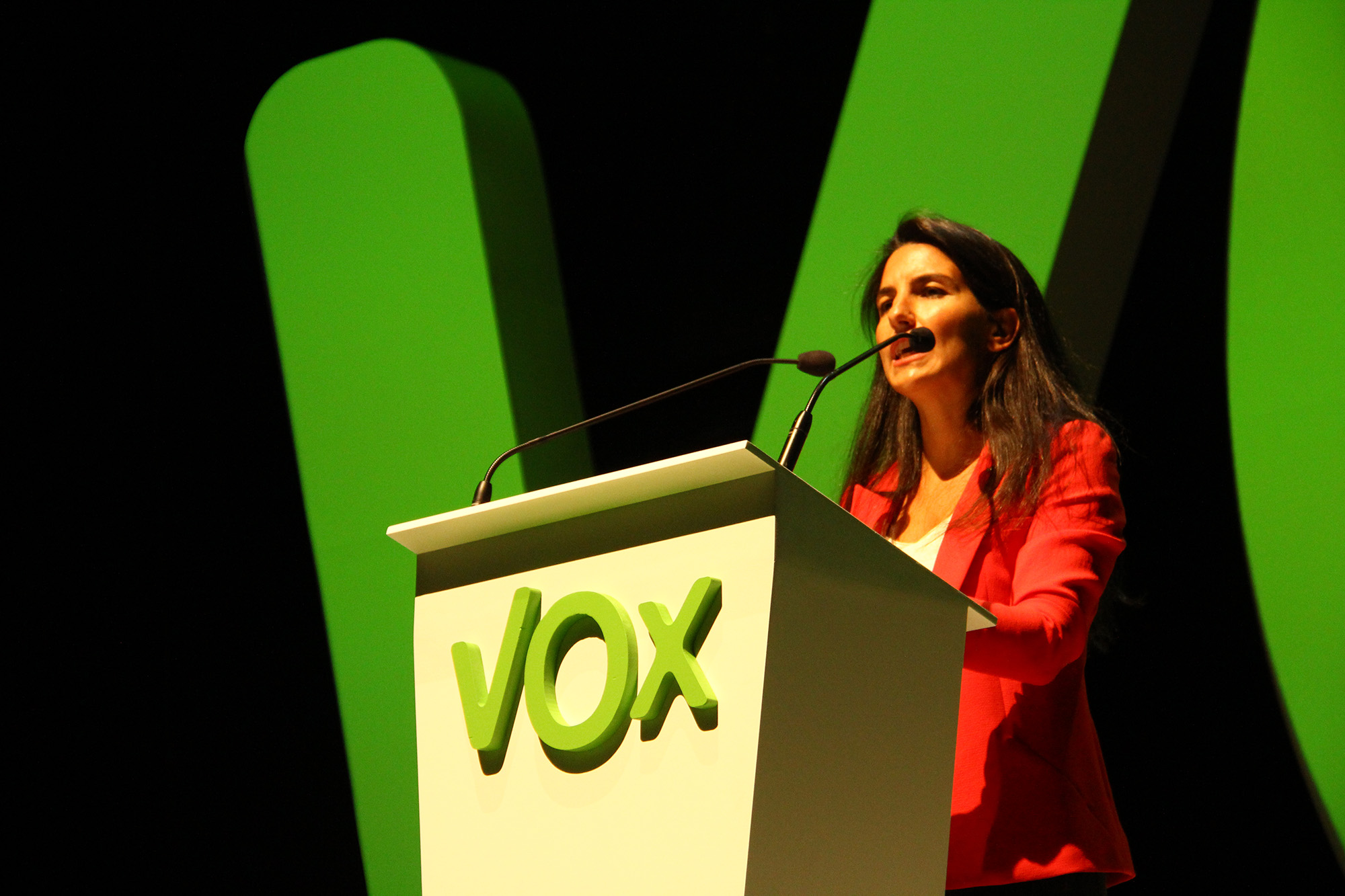
Monasterio numa apresentação do Vox em Vistalegre

Rocío Monasterio começou por fazer parte do VOX em 2014. Atualmente é presidente do VOX Madrid. Também é responsável a nível nacional do área de Assuntos Sociais. Além da sua atividade no VOX, foi fundadora da Plataforma pelas Liberdades, entidade dedicada a combater a "ideologia de género", e do Fórum Geração de 78, uma associação de debate sobre temas políticos, económicos, culturais e internacionais integrada por jovens profissionais. Em dezembro de 2018, afirmou que a sua vida foi ameaçada e que foi agredida fisicamente, cuspida e insultada, bem como atingida por pedras por "feministas". Monasterio é  oradora do HazteOir, tendo apoiado uma mensagem que negava a existência de transexualidade em crianças.
Concorreu como candidata do Vox nas eleições regionais madrilenas de 2021. Após uma ameaça de morte de origem desconhecida na forma de um correio ameaçador com quatro balas de rifle emitidas para o candidato Pablo Iglesias do Podemos,  um confronto seguiu-se entre Iglesias e Monasterio num debate Cadena SER sobre a recusa deste último em condenar explicitamente o incidente. Isso levou Iglesias a sair do debate, que foi seguido pelos candidatos do PSOE e do Más Madrid, fazendo o mesmo logo em seguida.
A 24 de março de 2021, ela foi anunciada como a cabeça da lista para as eleições da Assembleia de Madrid de 2021.

## Posições políticas

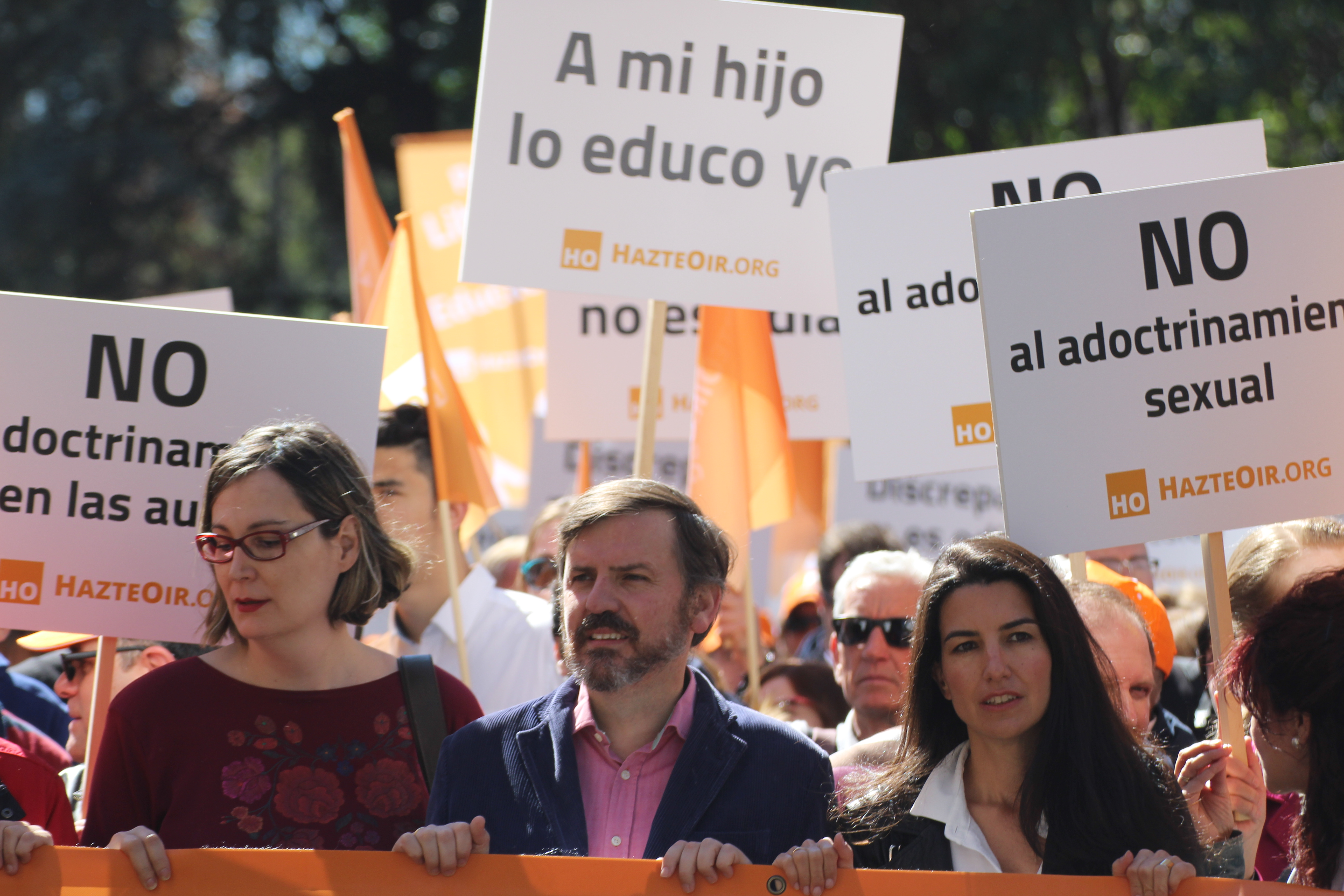
Monasterio (à direita) numa iniciativa do HazteOir

Monasterio é contra o aborto. Numa marcha a 15 de abril de 2018, ela afirmou que o seu partido, Vox, defende os direitos dos bebés. Monasterio opõe-se firmemente ao feminismo radical afirmando que tende a demonizar a família tradicional. Quer substituir as leis de Violência contra a Mulher pela Violência contra a Família, para proteger não apenas as mulheres que são vítimas de violência, mas qualquer membro da família que possa ser vítima de violência familiar.
Monasterio é contra a prática de barriga de aluguel e de falar com as crianças sobre as opções de orientação sexual, como a zoofilia. Ela afirmou que mudaria a Parada do Orgulho Gay de Madrid, a maior da Europa, do centro da cidade para o parque Casa de Campo, e que o casamento é entre um homem e uma mulher, e que outras uniões são civis, e não casamentos. Ela foi uma das promotoras de um requerimento perante o Provedor de Justiça espanhol arquivado em novembro de 2016 criticando o governo regional de Madrid por proibir as terapias de conversão para "curar os gays", pedindo uma iniciativa de revogação a ser formulada perante o Tribunal Constitucional. Monasterio nega as mudanças climáticas, e gostaria de deportar todos os imigrantes ilegais, acredita também que os criminosos deveriam receber prisão perpétua. Monasterio condena o governo cubano dos irmãos Raúl e Fidel Castro, e o seu sucessor, Miguel Díaz-Canel.

## Vida pessoal
A 15 de maio de 2001, Monasterio casou-se com Iván Espinosa de los Monteros atual deputado e porta-voz do Vox no Congresso dos deputados. Eles têm quatro filhos.